# Psolus chitinoides
Psolus chitinoides är en sjögurkeart som beskrevs av Hubert Lyman Clark 1901. Psolus chitinoides ingår i släktet Psolus och familjen lergökar. Inga underarter finns listade i Catalogue of Life.